# Melis Tüzüngüç
Melis Tüzüngüç (Estambul, 4 de octubre de 1994) es una actriz turca.

## Biografía
Se graduó de la escuela secundaria Istanbul Bahcelievler Anatolian (2005).
Su formación fue en Escuela de Actuación de la Universidad Beykent (2007 al 2011).
Inició su carrera actoral en televisión en el año 2011, cuando apareció en la serie Yıldız Masalı. En 2012 apareció en el sitcom Harem, y al año siguiente interpretó a Cem Davran, papel protagónico de Babam Sınıfta Kaldı. En 2014 participó en la serie del canal TRT Şimdi Onlar Düşünsün, en el papel de Reyhan. Al año siguiente interpretó a Ceylan en la serie Baba Candır, de la misma cadena.  Su primer trabajo en el teatro fue en el papel de Escort en la obra Sıcak Çikolata, dirigida por Özgür Şahbaz.

## Filmografía
| Televisión | Televisión           | Televisión   | Televisión |
| Año        | Serie                | Papel        |            |
| ---------- | -------------------- | ------------ | ---------- |
| 2011       | Yıldız Masalı        | İpek         |            |
| 2012       | Harem                | Balkız       |            |
| 2013       | Böyle Bitmesin       | Ömür         |            |
| 2013       | Babam Sınıfta Kaldı  | Yağmur       |            |
| 2014       | Şimdi Onlar Düşünsün | Reyhan       |            |
| 2015       | Baba Candır          | Ceylan       |            |
| 2017       | Kanatsız Kuşlar      | Zeynep Şanlı |            |

| Teatro | Teatro         | Teatro | Teatro |
| Año    | Obra           | Papel  |        |
| ------ | -------------- | ------ | ------ |
| 2015   | Sıcak Çikolata | Escort |        |